# Thriller (album)
Thriller je album amerického zpěváka Michaela Jacksona, vydané 30. listopadu 1982 pod Epic Records, které se rychle stalo nejprodávanějším albem na světě (110 mil. kopií). Zároveň je prvním albem, které se stalo současně číslem 1 v USA i ve Velké Británii.
V roce 2001 byla vydána reedice Thriller: Special Edition navíc obsahující zvukové interview, a demo-nahrávku skladby „Someone in the Dark“, která vyhrála Grammy a pochází z E.T. the Extra-Terrestrial Storybook.
V roce 2008 vyšla další reedice nazvaná Thriller 25 obsahující remixy různých umělců, předtím nevydanou skladbu a DVD.
V roce 2008 toto album přijala knihovna Kongresu do svých sbírek pro jeho nezpochybnitelný kulturní význam.

## Seznam skladeb

### Původní album
1. „Wanna Be Startin' Somethin'“ – 6:02
2. „Baby Be Mine“ – 4:20
3. „The Girl Is Mine“ (s Paulem McCartneym) – 3:42
4. „Thriller“ – 5:57
5. „Beat It“ – 4:17
6. „Billie Jean“ – 4:57
7. „Human Nature“ – 4:05
8. „P.Y.T. (Pretty Young Thing)“ – 3:58
9. „The Lady in My Life“ – 4:12

### Thriller: Special Edition– bonusové skladby
1. Interview s Quincy Jonesem #1 – 2:18
2. „Someone in the Dark“ – 4:48
3. Interview s Quincy Jonesem #2 – 2:04
4. „Billie Jean“ (domácí demo z r. 1981) – 2:20
5. Interview s Quincy Jonesem #3 – 3:10
6. Interview s Rodem Tempertonem #1 – 4:02
7. Interview s Quincy Jonesem #4 – 1:32
8. „Voice-Over Session from Thriller“ – 2:52
9. Interview s Rodem Tempertonem #2 – 1:56
10. Interview s Quincy Jonesem #5 – 2:01
11. „Carousel“ – 1:49
12. Interview s Quincy Jonesem #6 – 1:17

### Thriller 25
1. „Wanna Be Startin' Somethin'“
2. „Baby Be Mine“
3. „The Girl Is Mine“ (s Paulem McCartneym)
4. „Thriller“
5. „Beat It“
6. „Billie Jean“
7. „Human Nature“
8. „P.Y.T. (Pretty Young Thing)“
9. „The Lady in My Life“

| 1. „Vincent Price Excerpt from Thriller Voice-Over Session“ – 0:24 2. „The Girl Is Mine 2008“ (s will.i.amem) – 3:11 3. „P.Y.T. (Pretty Young Thing) 2008“ (s will.i.amem) – 4:21 4. „Wanna Be Startin' Somethin' 2008“ (s Akonem) – 4:14 5. „Beat It 2008“ (s Fergie) – 4:12 6. „Billie Jean 2008“ (Kanye West Remix) – 4:37 7. „For All Time“ – 4:03 8. „Got the Hots“ – 4:27 (vydáno pouze v Japonsku) | DVD „Thriller“ „Beat It“ „Billie Jean“ „Billie Jean“ (live, Motown 25 ) |

#### Thriller 25: Japonská singlová kolekce (vydáno pouze v Japonsku)
CD 1
1. „The Girl Is Mine“
2. „Can't Get Outta the Rain“

CD 2
1. „Billie Jean“
2. „It's the Falling in Love“

CD 3
1. „Beat It“
2. „Get on the Floor“

CD 4
1. „Wanna Be Startin' Somethin'“
2. „Wanna Be Startin' Somethin'“ (Instrumental)

CD 5
1. „Human Nature“
2. „Baby Be Mine“

CD 6
1. „P.Y.T. (Pretty Young Thing)“
2. „Working Day and Night“ (live, z alba The Jacksons: Live z r. 1981)

CD 7
1. „Thriller“
2. „Things I Do for You“ (live recording, z alba The Jacksons: Live z r. 1981)